# Stan Ioan Pătraș

Wesoły Cmentarz - nagrobek: detal.

Wesoły Cmentarz, Rumunia

Stan Ioan Pătraș (ur. w 1908 roku w Săpânța, zm. w 1977 tamże) – rumuński artysta ludowy, znany przede wszystkim z tworzenia charakterystycznych nagrobków na Wesołym Cmentarzu.

## Życiorys
Od 14 roku życia pracował jako cieśla, budując charakterystyczne dla regionu Maramuresz drewniane domy, bramy oraz nagrobne krzyże. W roku 1935 zaczął rzeźbić nagrobki charakterystyczne dla Wesołego Cmentarza w Săpânța. Do każdego nagrobka pisał też odpowiednie epitafium. W ciągu 40 lat pracy, do 1977 roku,  sporządził ok. 600 nagrobków i epitafiów.  
W  Săpânța, w dawnym domu mieszkalnym artysty, znajduje się muzeum mu poświęcone, prowadzone przez jego następcę Dumitru Popa. 

## Twórczość
Pomimo nowatorskiego pomysłu na Wesoły Cmentarz, w pracy rzeźbiarskiej, zarówno w tematach dekoracji, jak i kolorystyce  stosował formy tradycyjnie symboliczne: białego gołąbka – symbol duszy, czarnego ptaka – symbol śmierci, kolor niebieski, zwany dziś  Săpânța blue – interpretowany przez Pătraşa  jako symbol nadziei, wolności i czystości niebios; zielony – symbol życia, żółty – symbol płodności, młodości i słońca, czerwony – symbol pasji i czarny – symbol śmierci. Za życia wykonał i opatrzył odpowiednim podpisem własny grób, który również znajduje się na Wesołym Cmentarzu. 